# Turín negro
Turín negro (título en italiano: Torino Nera), es una película italiana de thriller policíaco de 1972 dirigido por Carlo Lizzani.

## Sinopsis
Ambientada en la ciudad de Turín, durante un partido de fútbol entre el Torino y la AS Roma, Vito Santoro (Gianni Milito) es asesinado con un arma de fuego que parece ser que es propiedad de Rosario Rao (Bud Spencer), un obrero de la construcción honrado y con gran sentido de la justicia, y compañero de profesión del asesinado. Rao es acusado y arrestado por homicidio, ya que en el pasado tuvo algunos cambios de impresiones con la víctima porque no podía tolerar su actitud arrogante con los más débiles y desfavorecidos.
Después de tres años de prisión injustos, los hijos de Rosario, Mino (Doménico Santoro) y Raffaele, conocido como Lello (Andrea Balestri), con la ayuda de un amigo abogado llamado Mancuso (Nicola di Bari) deciden investigar y buscar pruebas para demostrar la inocencia de su padre. 
Esta investigación pone en marcha una espiral de violencia por parte de las personas que habían inculpado a Rao. Dos de los falsos testigos son asesinados (uno en un accidente simulado, y el otro agoniza en un hospital), así como la prostituta Nascarella (María Baxa), novia de Santoro, la cual muere en extrañas circunstancias (suicidio según la oficialidad) debido a que en su casa tenía una fotografía de la escena del asesinato en el estadio tomada por el fotógrafo Cammarata (Vittorio Duse).
Al final de sus indagaciones, Mino obtiene la confesión de parte de uno de los participantes al delito y es ahí cuando emerge la verdad. El constructor Mariano Fridda (Marcel Bozzuffi), emigrante siciliano con éxito en Turín, había decidido asesinar a su subordinado Santoro porque sus métodos demasiados brutales lo habían convertido en un personaje incómodo y odiado por otros empleados. Fridda, al mismo tiempo se quitó de encima a Rosario Rao, dado que este último con su activismo sindical, podía amenazar con desestabilizar la empresa y ponerlo en contra de sus trabajadores.
Los hombres de Fridda van a la caza de Mino y de la grabación de la confesión. El sicario Máscara (Mario Pilar) encuentra a Mino y le sacude una paliza dejándolo al borde de la muerte. Por su parte, Rosario Rao obtiene un permiso especial para salir de la cárcel durante tres horas y visitar a su hijo al hospital. Rao consigue escaparse para matar a Máscara y Fridda y luego es detenido en el hospital cuando visita a su hijo.

## Reparto
- Marcel Bozzuffi como Mariano Fridda.
- Bud Spencer como Rosario Rao.
- Nicola di Bari como Mancuso, abogado.
- Françoise Fabian como Lucía Rao.
- Domenico Santoro como Mino Rao.
- Andrea Balestri como Raffaele "Lello" Rao.
- Gianni Milito como Vito Santoro.
- María Baxa como Nascarella.
- Mario Pilar como Vani Máscara.
- Vittorio Duse como Cammarata.
- Guido Lentini como Trotta.
- Saro Urzi como Jaco.